# Rioja Alta

Les trois parties de La Rioja

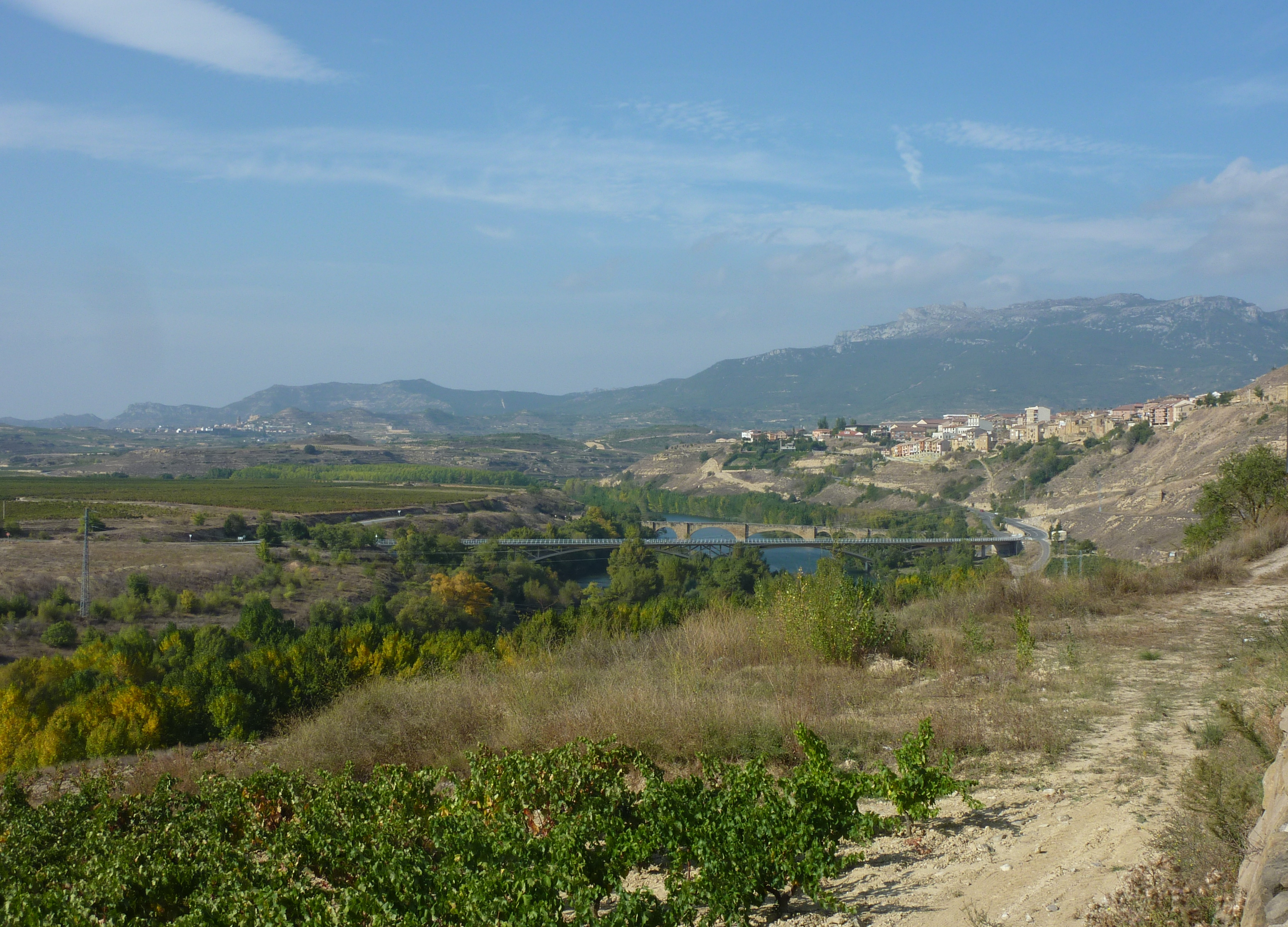
La Rioja Alta et l'Èbre près de Briones

La Rioja Alta est la région la plus occidentale de la Communauté autonome de La Rioja (Espagne).
Elle comprend les communes situées près des rivières (ríos ) Tirón, Oja et Najerilla, c'est-à-dire, les communes appartenant aux comarques de Haro, Santo Domingo de la Calzada, Ezcaray, Nájera et Anguiano. Ces territoires sont limités au nord avec la rive droite de l'Ebre, à l'est par la Sierra de Moncalvillo et la Sierra de Camero nuevo, au sud avec la Sierra de Castejón et les pics d'Urbion où commence la Province de Soria et à l'ouest avec la Province de Burgos.

## Municipalités des comarques de plaine

### Comarque de Haro
1. Ábalos
2. Anguciana
3. Briñas
4. Briones (Ventas de Valpierre)
5. Casalarreina
6. Cellorigo
7. Cidamón (Casas Blancas, Madrid de los Trillos)
8. Cihuri
9. Cuzcurrita de Río Tirón
10. Foncea
11. Fonzaleche (Villaseca)
12. Galbárruli (Castilseco)
13. Gimileo
14. Haro
15. Ochánduri
16. Ollauri
17. Rodezno (Cuzcurritilla)
18. Sajazarra
19. San Asensio (Barrio de La Estrella)
20. San Millán de Yécora
21. San Torcuato
22. San Vicente de la Sonsierra (Peciña, Rivas de Tereso)
23. Tirgo
24. Treviana
25. Villalba de Rioja
26. Zarratón

### Comarque de Nájera
1. Alesanco
2. Alesón
3. Arenzana de Abajo
4. Arenzana de Arriba
5. Azofra
6. Badarán
7. Bezares
8. Bobadilla
9. Camprovín (Mahave)
10. Cañas
11. Canillas de Río Tuerto
12. Cárdenas
13. Castroviejo
14. Cordovín
15. Hormilla
16. Hormilleja
17. Huércanos
18. Manjarrés
19. Nájera
20. Santa Coloma
21. Torrecilla sobre Alesanco
22. Tricio
23. Uruñuela
24. Villar de Torre
25. Villarejo

### Comarque de Santo Domingo de la Calzada
1. Bañares
2. Baños de Rioja
3. Castañares de Rioja
4. Cirueña (Ciriñuela)
5. Corporales (Morales)
6. Grañón
7. Herramélluri (Velasco)
8. Hervías
9. Leiva
10. Manzanares de Rioja (Gallinero de Rioja)
11. Santo Domingo de la Calzada
12. Santurde de Rioja
13. Santurdejo
14. Tormantos
15. Villalobar de Rioja
16. Villarta-Quintana (Quintana, Quintanar de Rioja)

## Municipalités des comarques de montagne

### Comarque d'Anguiano
1. Anguiano (Las Cuevas)
2. Baños de Río Tobía
3. Berceo
4. Brieva de Cameros
5. Canales de la Sierra
6. Estollo (San Andrés del Valle)
7. Ledesma de la Cogolla
8. Pedroso
9. Mansilla de la Sierra (Tabladas)
10. Matute
11. San Millán de la Cogolla (El Lugar del Río)
12. Tobía
13. Ventrosa de la Sierra
14. Villavelayo
15. Villaverde de Rioja
16. Viniegra de Abajo
17. Viniegra de Arriba

### Comarque de Ezcaray
1. Ezcaray (Altuzarra, Ayabarrena, Azárrulla, Cilbarrena, Posadas, San Antón, Turza, Urdanta, Zaldierna)
2. Ojacastro (Amunartia, Arviza ou Arviza Barrena, San Asensio de los Cantos, Tondeluna, Ulizarna, Uyarra, Zabárrula)
3. Pazuengos (Villanueva, Ollora)
4. Valgañón (Anguta)
5. Zorraquín

### Sources
- (es) Cet article est partiellement ou en totalité issu de l’article de Wikipédia en espagnol intitulé « Rioja Alta » (voir la liste des auteurs).